# Ischnodora decolorata
Ischnodora decolorata är en skalbaggsart som beskrevs av Holzschuh 1995. Ischnodora decolorata ingår i släktet Ischnodora och familjen långhorningar. Inga underarter finns listade i Catalogue of Life.